# نهر مانافجات
ينبع نهر مانافجات (بالتركية: Manavgat Nehri) من المنحدرات الشرقية لجبال طوروس الغربية في تركيا ويصب في البحر الأبيض المتوسط عبر المضيق في سورجن، ويتفرع منه شلال مانافجات، الذي يصب من المنحدرات التي يبلغ ارتفاعها حوالي 5 أمتار. يعتبر نهر مانافجات النهر الأكثر تدفقًا بانتظام في تركيا ويُعد أطول نهر تحت الأرض في العالم كما يحتوي علي أكبر كمية من المياه التي يتم توفيرها من مصدر واحد فقط. تستوطن نهر مانافجات العديد من أنواع الأسماك والطيور (السلمون المرقط، الكارب، البوري، القاروص، السمك الأسود، الطيور المائية، البط، الإوز، الرفراف، أنواع مختلفة من مالك الحزين، طيور النورس وغيرها). كما توجد على جانبي النهر أنواع مختلفة من الأشجار والنباتات. بالإضافة إلى ذلك، يمكن ممارسة العديد من الرياضات المائية، مثل التجديف أو التجوال النهري في أماكن معينة من النهر.
في العصور القديمة كان يسمى النهر ميلاس (باليونانية القديمة: Μέλας). على ارتفاع 1350 مترًا، تتحد العديد من الينابيع الصغيرة المتدفقة معًا لتشكل المستجمع المائي (النبع الرئيسي) للنهر، ويطلق على أكبر هذه الينابيع اسم دومانلي ويعني اسمها "منطقة الضباب أو الغيوم" نظرًا للضباب الكثيف الذي يتشكل فوق النبع.  بالإضافة إلى الينابيع الآتية من جبال طوروس، يتغذى نهر مانافجات أيضًا تحت الأرض من بحيرات كبيرة إلى الشمال من الجبال على هضبة الأناضول. وقد اعتبر بلينيوس الأكبر أن النهر هو الحد الفاصل بين بامفيليا القديمة وقيليقية.
من هناك، يتدفق النهر جنوبًا فوق طبقات أرضية متكتلة لمسافة 90 كيلومتر تقريبًا، ثم ينزل عبر سلسلة من الأخاديد. وفي نهاية المطاف، يسيح فوق شلال مانافجات وعبر السهل الساحلي وصولاً إلى البحر الأبيض المتوسط. توجد العديد من الكهوف في منطقة مستجمعات مياه النهر، وأكثرها إثارة للاهتمام هو كهف ألتينبيشيك Altınbeşik، والذي يقع داخل حدود منطقة أورونلو في منطقة إبرادي في أنطاليا، ويحتوي على آثار تعود لملايين السنين. كما يعتبر ثالث أكبر كهف للمياه الجوفية في العالم، خيث يبلغ طوله 2500 متر، ويعد بذلك أعجوبة طبيعية يستحق الزيارة والمشاهدة، وما يلفت الانتباه أيضًا مياهه الصودا ولونه الفيروزي. وقد أعلنت الحكومة التركية هذا كهف والمناطق المحيطة به كمنتزه وطني في عام 1994.
يبلغ الحد الأقصى لتدفق نهر مانافجات 500 متر مكعب/ثانية، بمتوسط 147 متر مكعب/ثانية. وباستخدام متوسط التدفق كمقياس، فإن ما يتدفق من نهر مانافجات يمثل كمية صغيرة جدًا من المياه المتدفقة إلى البحر الأبيض المتوسط. كما يوجد سدان فوق النهر، هما سد أويمابينار وسد مانافجات.  أظهرت الدراسات أن المياه تصب في حوض نهر مانافجات من مستجمعات المياه السطحية وأيضًا من الأحواض الداخلية، خاصة تلك الموجودة في شرق النهر.
في عام 1992، تم تكليف العمل الهيدروليكي التابع للحكومة التركية (DSI) بتطوير مشروع إمداد بالمياه للاستخدام المنزلي من نهر مانافجات.

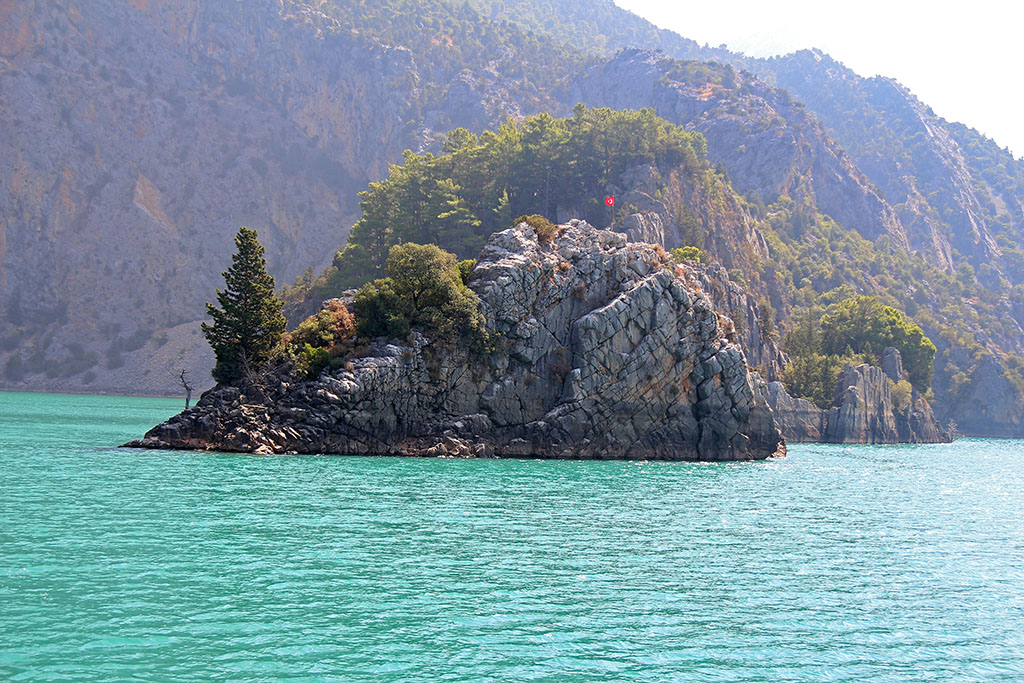
الخزان المائي أويمابينار
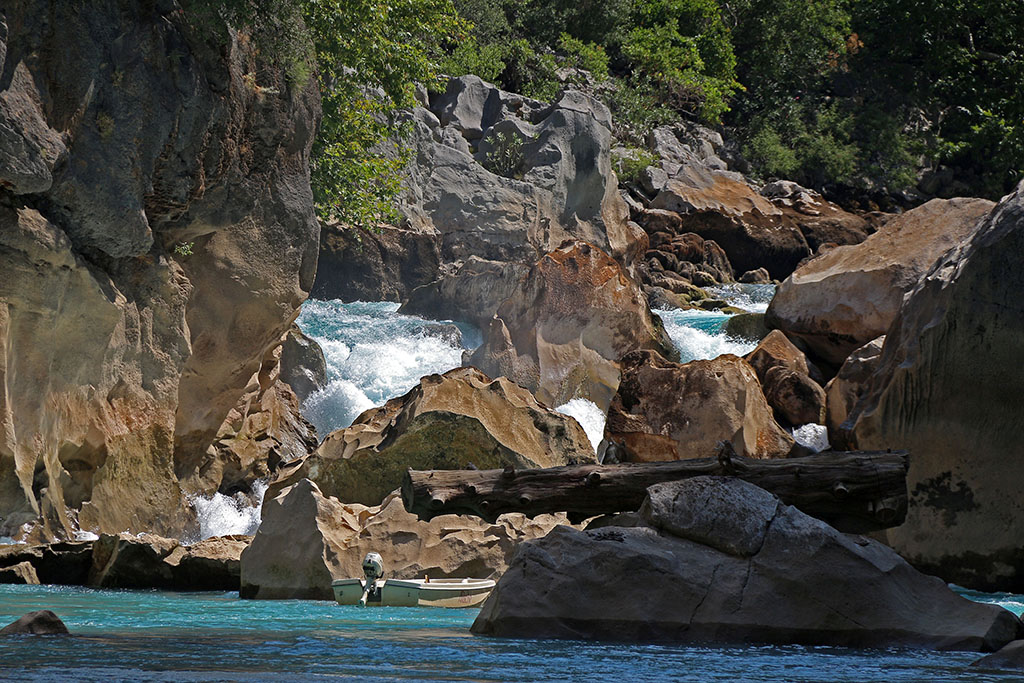
خزان أويمبينار المائي
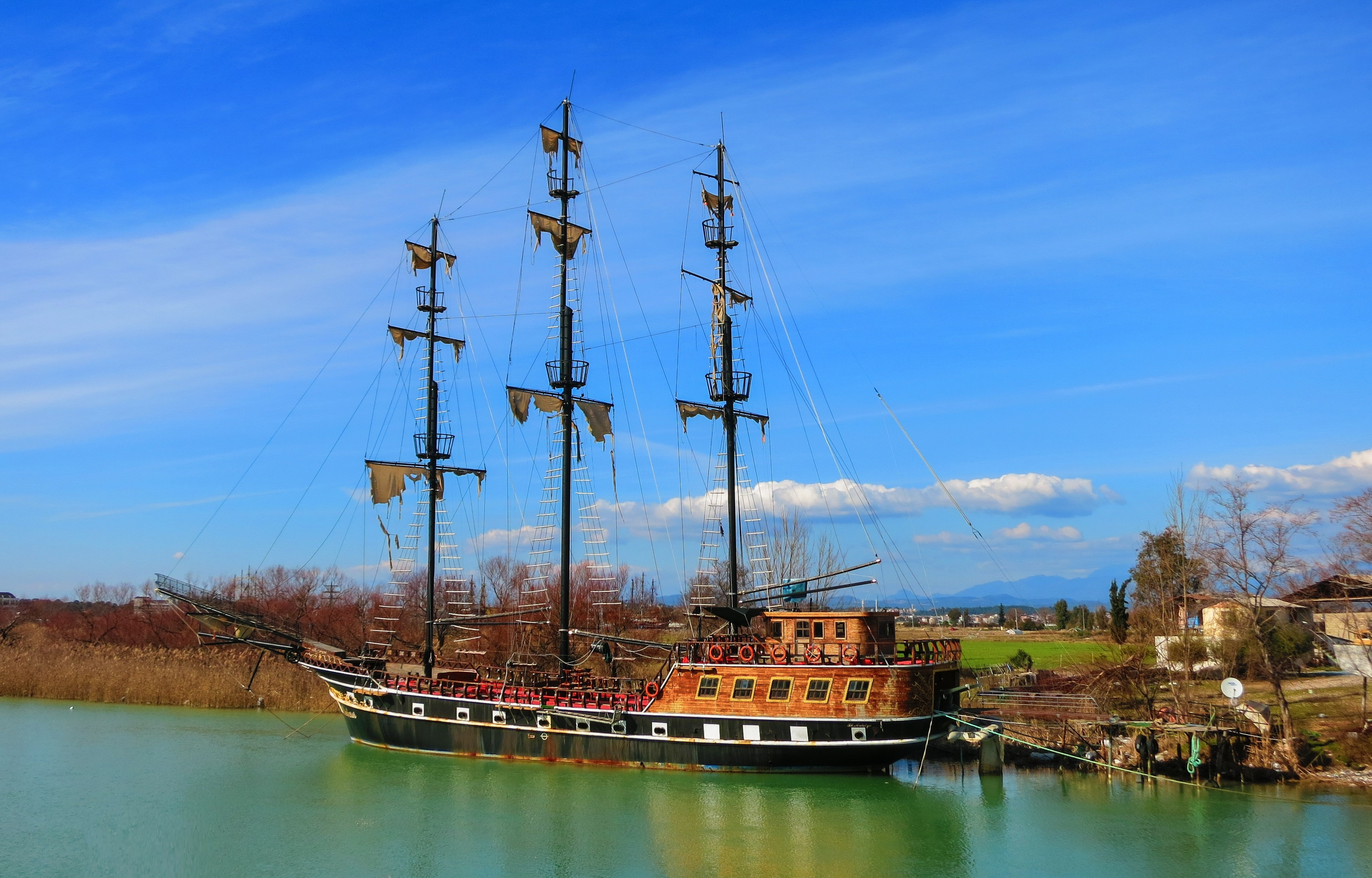
السفن السياحية التقليدية في نهر منافجات
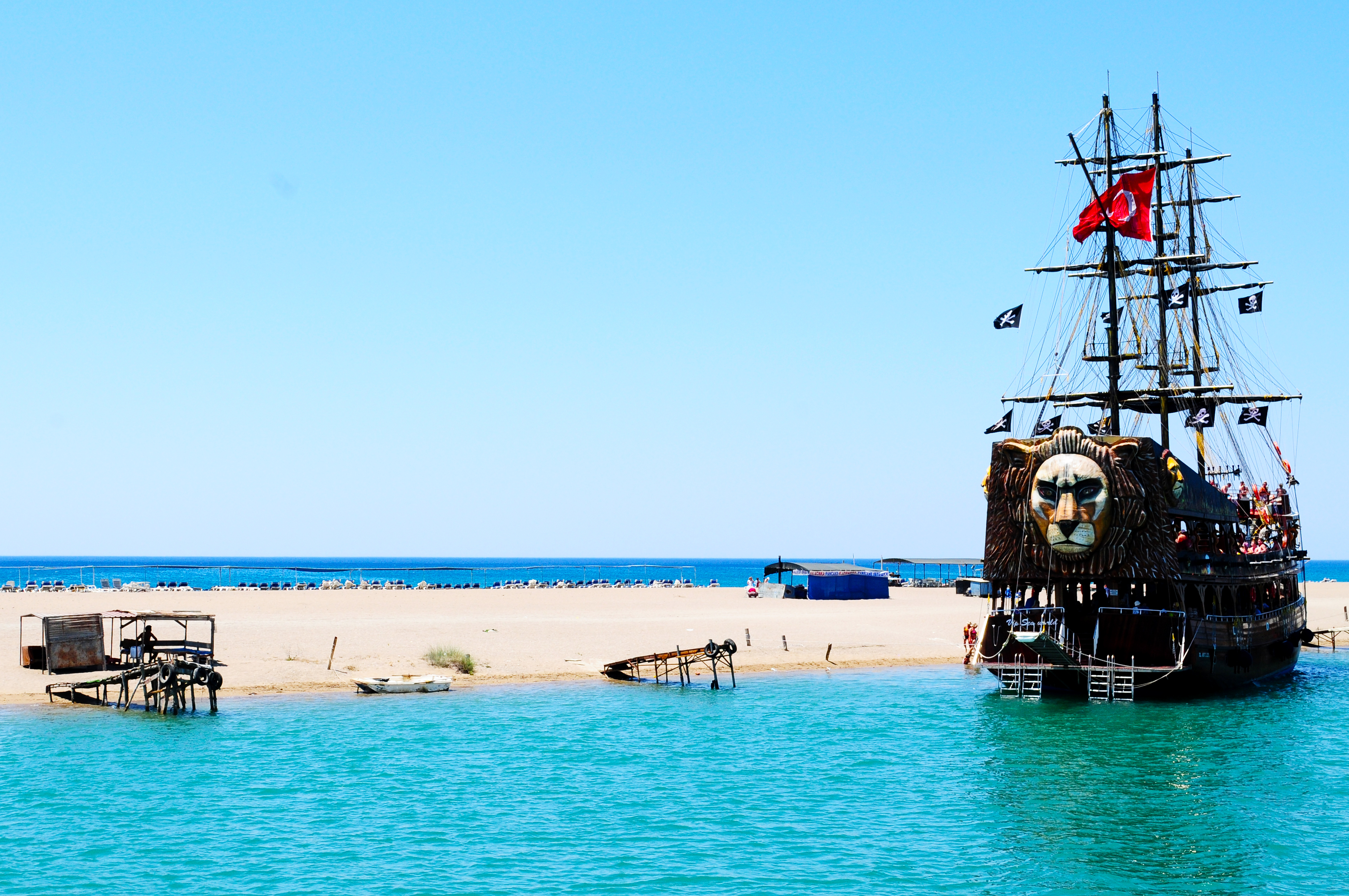
السفن السياحية التقليدية في نهر مانافجات
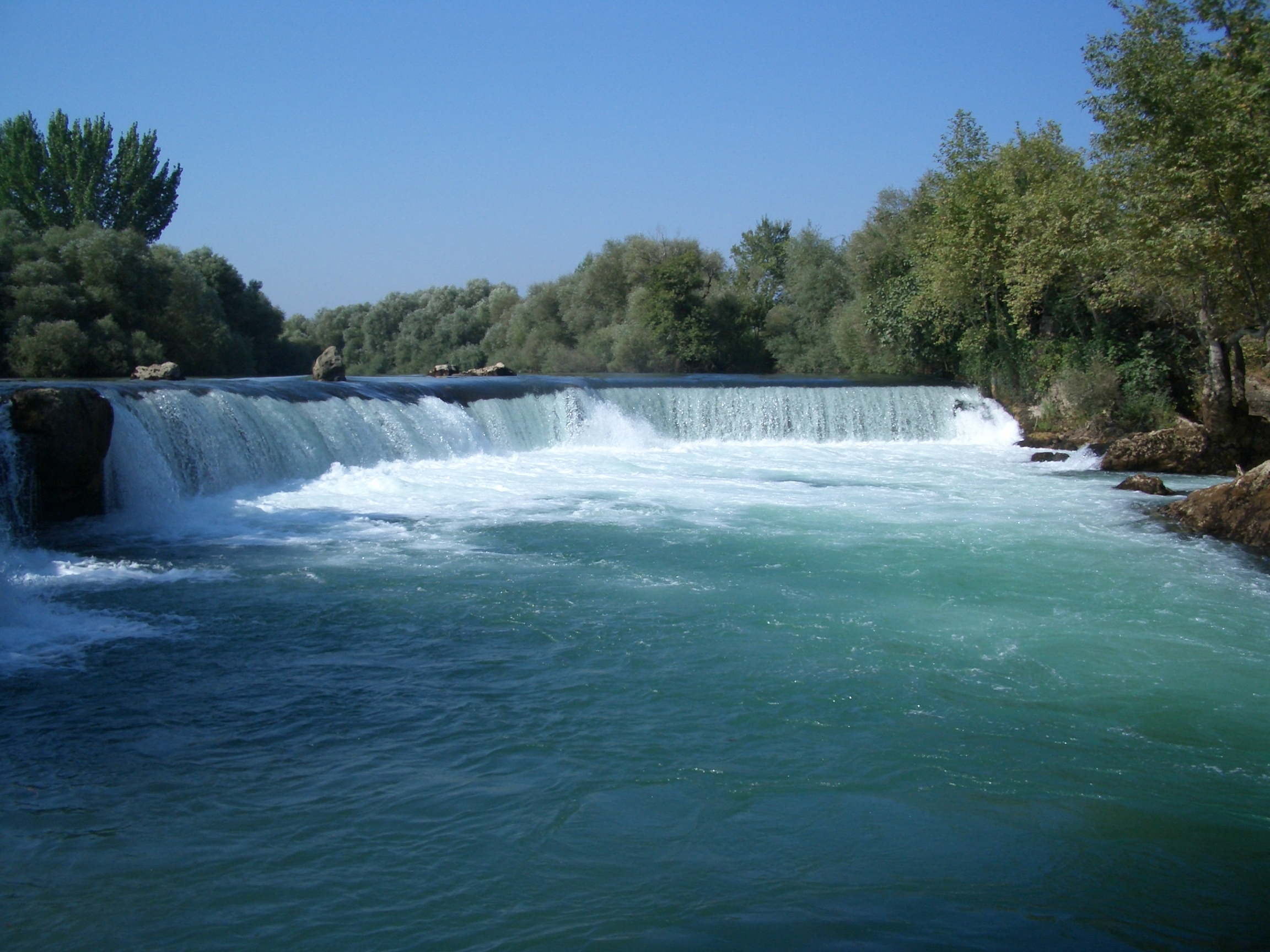
شلال مانافجات
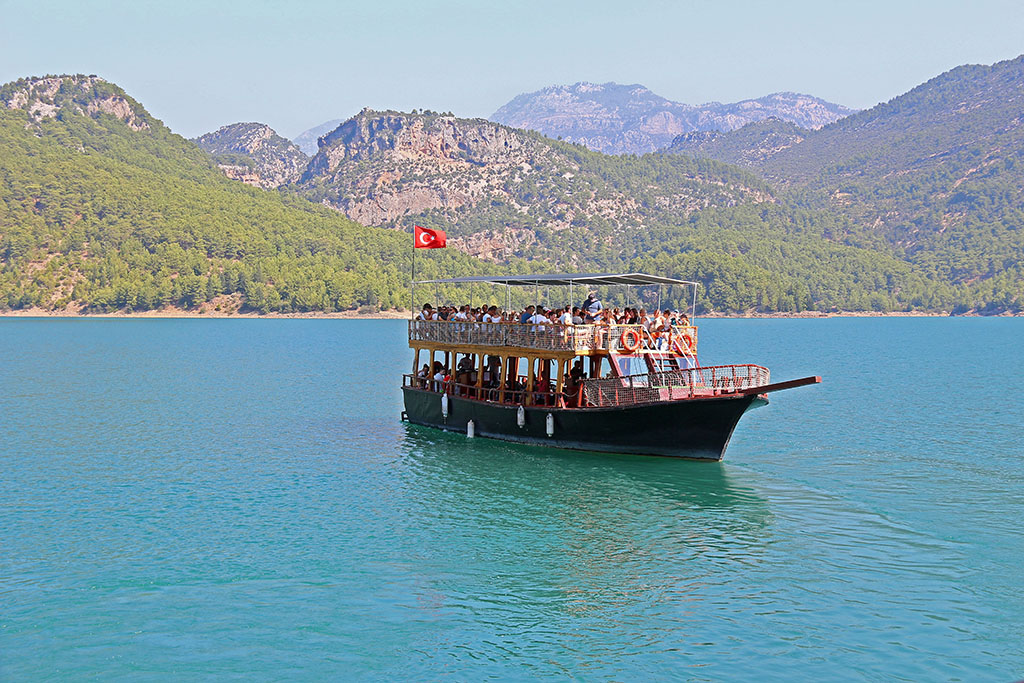
السفن السياحية التقليدية في نهر مانافجات